# St. Heinrich (Hannover)

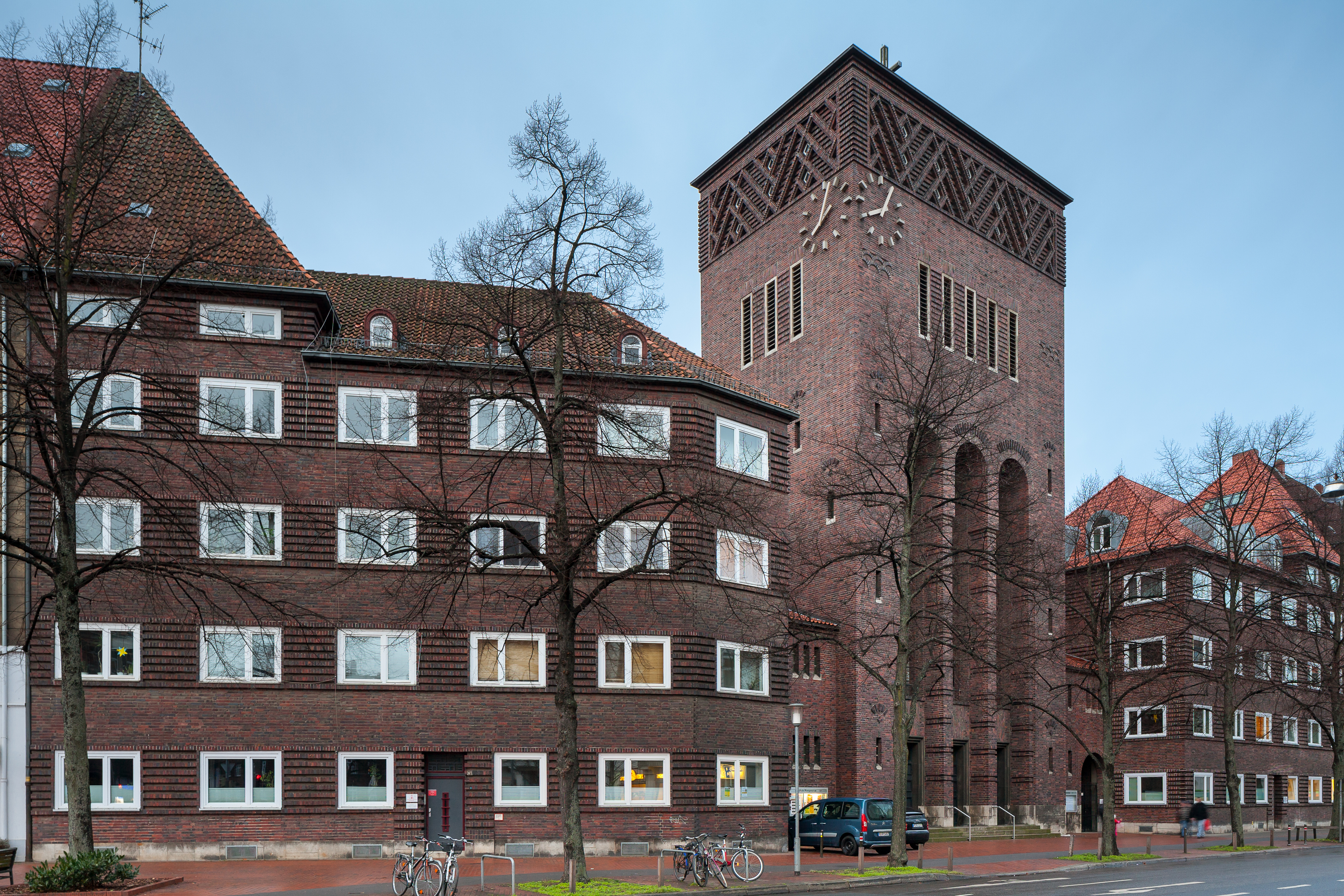
St. Heinrich von der Sallstraße gesehen, in die umliegende Wohnbebauung eingegliedert

St. Heinrich ist eine katholische Pfarrkirche in der Südstadt von Hannover, Sallstraße 72. Ihre gleichnamige Pfarrgemeinde gehört zum Dekanat Hannover im Bistum Hildesheim.

## Geschichte
St. Heinrich wurde nach einem Entwurf des Kölner Architekten Eduard Endler, der in Hannover geboren war, erbaut, nachdem mit dem schnellen Wachstum der südlichen Stadtbezirke auch die Zahl der Katholiken in diesem Bereich stark angestiegen war. Die Grundsteinlegung erfolgte am 4. November 1928, am 27. Oktober 1929 wurde die Kirche eingeweiht. Das Patrozinium erinnert an den mit dem Bistum Hildesheim verbundenen heiligen Kaiser Heinrich II. Die selbständige Pfarrei St. Heinrich entstand erst 1939, zuvor war die Kirche eine Filialkirche der Propsteikirche St. Clemens.
Im Zweiten Weltkrieg wurde St. Heinrich am 9. Oktober 1943 bei dem schwersten der Luftangriffe auf Hannover von Brandbomben getroffen und brannte vollständig aus, und bei einem Luftangriff am 25. März 1945 brachte eine Sprengbombe einen Teil der stehen gebliebenen Umfassungsmauern zum Einsturz.

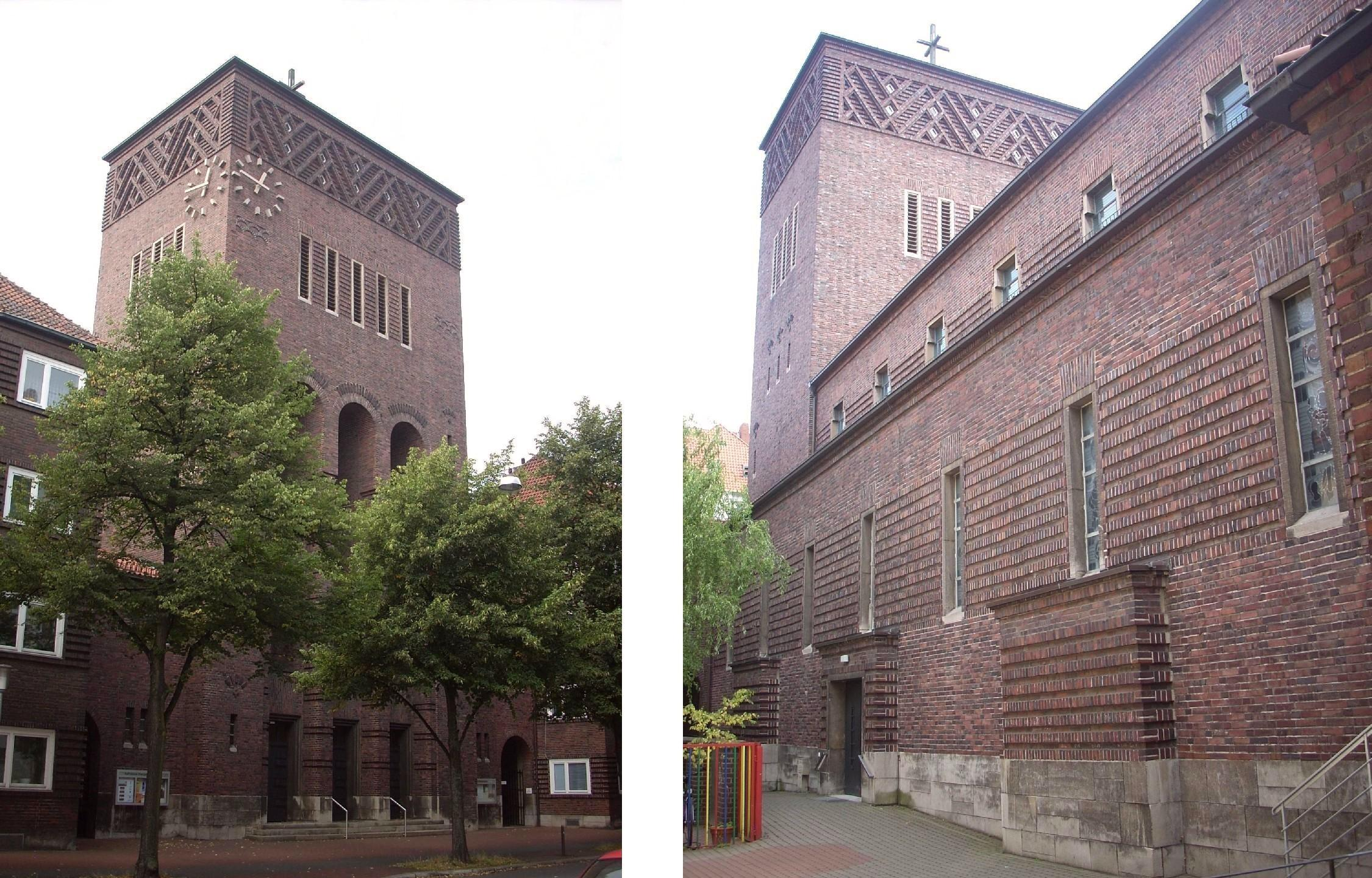
St. Heinrich von Westen und von Osten

Der Wiederaufbau begann am 3. Mai 1949 und war bereits am 11. Dezember 1949 vollendet. Die Kirche wurde dabei weitgehend originalgetreu wiederhergestellt. Sie bleibt in ihrer Bauform mit hohem Mittelschiff, niedrigeren Seitenschiffen, rechteckigem Ostchor und westwerkartigem, 30 Meter hohen Turm dem Bautyp der Basilika treu, realisiert dieses jedoch mit den typischen Mitteln ihrer Entstehungszeit, die auch im umgebenden Straßenbild vorherrschen: streng stereometrische Formen, roter Backstein als Material, hervortretende Reihen senkrecht gestellter Backsteine in Mehrfachparallelen als einziges Schmuckelement.
Das Innere und die Ausstattung wurden bei der jüngsten tiefgreifenden Renovierung, die von 1996 bis 2003 erfolgte, entsprechend den veränderten Bedürfnissen der Großstadtgemeinde und einem postmodernen Raumgefühl umgestaltet. Der Kreuzweg ist ein Werk von Alfred Gottwald aus dem Jahre 1938.
Seit dem 1. September 2010 gehören zur Pfarrgemeinde St. Heinrich auch die Kirchen St. Clemens und St. Elisabeth.
Heute, bei starker Bevölkerungsfluktuation, gehören zur Pfarrgemeinde knapp 5000 Menschen.

## Orgel
Die Orgel wurde um das Jahr 1930 erbaut und 2003 von den Orgelbauern Lothar und Bernd Simon aus Borgentreich umgebaut und neuintoniert. Im Zuge der Erneuerung wurden einige Register ersetzt. Das Schleifladen-Instrument hat 34 Register (darunter eine Transmission) auf drei Manualen und Pedal. Die Spieltrakturen sind mechanisch, die Registertrakturen elektrisch.
| I Hauptwerk C–g3 |             |       |
| 1.               | Bordun      | 16′   |
| 2.               | Prinzipal   | 8′    |
| 3.               | Rohrflöte   | 8′    |
| 4.               | Spitzgamba  | 8′    |
| 5.               | Oktave      | 4′    |
| 6.               | Koppelflöte | 4′    |
| 7.               | Quinte      | 2 ⁄3′ |
| 8.               | Waldflöte   | 2′    |
| 9.               | Mixtur IV-V |       |
| 10.              | Trompete    | 8′    |

| II Schwellwerk C–g3 |                 |     |
| 11.                 | Principal       | 8′  |
| 12.                 | Spillflöte      | 8′  |
| 13.                 | Ital. Prinzipal | 4′  |
| 14.                 | Flöte           | 4′  |
| 15.                 | Waldflöte       | 2′  |
| 16.                 | Cornett II      |     |
| 17.                 | Scharff III-IV  |     |
| 18.                 | Rankett/Dulzian | 16′ |
| 19.                 | Oboe            | 8′  |
| 20.                 | Schalmey        | 4′  |

| III Oberwerk C–g3 |                 |       |
| 21.               | Liebl. Gedackt  | 8′    |
| 22.               | Blockflöte      | 4′    |
| 23.               | Prinzipal       | 2′    |
| 24.               | Quinte          | 1 ⁄3′ |
| 25.               | Quintzymbel III |       |
| 26.               | Vox humana      | 8′    |

| Pedal C–g1 |            |     |
| 27.        | Prinzipal  | 16′ |
| 28.        | Subbass    | 16′ |
| 29.        | Oktavbass  | 8′  |
| 30.        | Gedackt    | 8′  |
| 31.        | Choralbass | 4′  |
| 32.        | Mixtur IV  |     |
| 33.        | Posaune    | 16′ |
| 34.        | Trompete   | 4′  |

- Koppeln: II/I, I/P, II/P

## Glocken
Im Jahr der Kirchweihe goss die renommierte Glockengießerei Otto für die neuerbaute Heinrichskirche drei Bronzeglocken. Ihre Schlagtonreihe lautet(e): c' – es' – f', mit den Durchmessern: 1603 – 1348 – 1201 (1190) und einem Gesamtgewicht von 5638 kg (2377 kg, 1352 kg und 1253 kg). Von den drei Glocken ist nur noch die f'-Glocke erhalten. Darüber hinaus verfügt die Kirche über zwei Leihglocken, die nach 1945 vom deutschen Staat an die Kirchengemeinde verliehen wurde.